# Москиано
Москиа̀но (на италиански: Moschiano) е село и община в Южна Италия, провинция Авелино, регион Кампания. Разположено е на 276 m надморска височина. Населението на общината е 1701 души (към 2010 г.).